# Arbeitsgemeinschaft Deutscher Verkehrserzieher

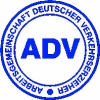
Logo der ADV

Die Arbeitsgemeinschaft Deutscher Verkehrserzieher e. V. (ADV) war ein gemeinnütziger Verein, der die Förderung der Verkehrserziehung und Verkehrsaufklärung zum Ziel hatte. Ihr wichtigstes Projekt war das Programm „Jugendverkehrsabzeichen“ mit 13 Prüf- und Kontrollbogen für die gesamte Schulzeit. Die meisten Mitglieder der ADV waren Lehrer. Die ADV wurde 1971 gegründet und 2008 aufgelöst.

## Geschichte
Die Idee der ADV wurde im Jahr 1950 geboren. Lehrer, die den Zweiten Weltkrieg überlebt hatten und heimgekehrt waren, wollten sich dankbar erweisen und etwas Gutes tun. Die dramatisch steigenden Unfallzahlen durch die beginnende Motorisierung wollten sie senken und damit viel Leid abwenden. 1951 wurde als Vorgänger der ADV die Jugendliga für Verkehrssicherheit gegründet. Ihr Ziel war die Senkung der Unfallzahlen, Unfallprävention und Verkehrserziehung für Schüler. Schirmherr war der Bundesminister für Verkehr, Hans-Christoph Seebohm.

## Gründung
Die ADV wurde am 30. November 1971 von Mitgliedern der Jugendliga für Verkehrssicherheit gegründet.
1. Vorsitzender : Günter Kortstock (er blieb bis zu seinem Tode im Jahr 2004 Erster Vorsitzender und Geschäftsführer)
2. Vorsitzender : Paul Godzik
3. Vorsitzender : Othmar Altmann

## Zweck des Vereins
Förderung der Verkehrserziehung und -aufklärung sowie Unfallverhütung vom vorschulischen Bereich bis zum Ende der Schulzeit und im außerschulischen Bereich.

## Jugendverkehrsabzeichen
Ein Verkehrserziehungsprogramm von der Vorschule bis zum Ende der Schulzeit. Die Erprobungsphase für die Anfänge des Jugendverkehrsabzeichens begann bereits 1967 in Niedersachsen mit 10.000 Schülern, wurde von Günter Kortstock geleitet und lief über 3 Jahre.
In den Versuchsregionen gingen daraufhin die Zahlen der im Straßenverkehr getöteten Kinder um bis zu 36 % und der verletzten Kinder um bis zu 13 % zurück, während die Kinderunfallzahlen im übrigen Bundesgebiet um 10 bis 13 % stiegen.
Bestätigt durch diese positiven Ergebnisse wurden die Prüfbogen zum Jugendverkehrsabzeichen und die Lehrerbegleithefte von Mitgliedern der ADV entwickelt.

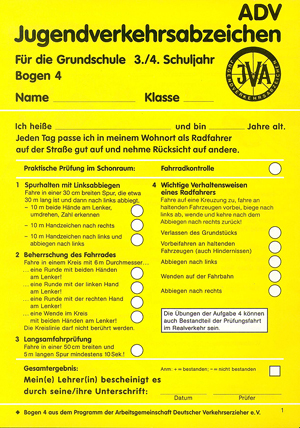
Beispiel für einen Arbeitsbogen

Das Programm zum Jugendverkehrsabzeichen bestand aus:
| Bogen       | Thema                               |
| Bogen 1     | Einführung in die Verkehrserziehung |
| Bogen 2     | Sicherer Schulweg                   |
| Bogen 3     | Fußgängerverhalten                  |
| Bogen 4     | Radfahrerverhalten                  |
| Bogen 5     | Soll-Verkehr                        |
| Bogen 6     | Ist-Verkehr, Partnerkunde           |
| Bogen 7     | Schwierige Verkehrspartner          |
| Bogen 8     | Erste Hilfe, Sofortmaßnahmen        |
| Bogen 9     | Vom Radfahrer zum Mofafahrer        |
| Bogen 10    | Alkohol + Straßenverkehr            |
| Bogen 11    | Gutes Sehen + Straßenverkehr        |
| Bogen 12    | Umwelt + Straßenverkehr             |
| Bogen 13    | Aggression + Straßenverkehr         |
| Elternbogen |                                     |

Die meisten Bögen beinhalteten einen praktischen und einen theoretischen Prüfungsteil. Die Bogen enthielten die Themenbereiche Sicherheits-, Sozial-, Gesundheits- und Umwelterziehung.
Als Anerkennung für die bestandene Prüfung gab es
- einen Button für eine bestandene Prüfung,
- ein Abzeichen in Bronze für Bestehen der Prüfungen von Bogen 3 und 4
- das Abzeichen in Silber für das Bestehen der Prüfungen von Bogen 5 und 6 oder 7 und 8,
- den Pass für die erste bestandene Prüfung
- und eine Urkunden für die bestandenen Prüfungen von Bogen 3 und 4.

## Werke
- 'Vorbereitung zum Erwerb des Jugendverkehrsabzeichens' gab Lehrern Hilfen zur Vorbereitung der Prüfungen
- 'Vorschläge für den Projektunterricht' enthielt exemplarisch ausgearbeitete Unterrichtseinheiten zum Thema Verkehrssicherheit
- 'Aufsteigen von rechts / Absteigen nach rechts – der Sicherheit wegen' zeigte die Vorteile, die das Auf- und Absteigen von/nach rechts auf das Fahrrad hat und enthielt ein Übungsprogramm um dieses schrittweise zu erlernen bzw. umzulernen.

Zur Vorbereitung der Prüfungen zum Jugendverkehrsabzeichen hat der Verlag Arbeitsmittel für Lehrer und Schüler Medien entwickelt, die auf die Bogen der ADV abgestimmt sind (Kopiervorlagen, Verkehrs-Übungs-Kartei, Dia-Ton-Serien, Bücher, Spiele, CD-Rom, OHP-Folien).

## Jugendverkehrszeichen in Gold

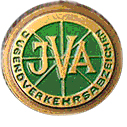
Jugendverkehrs-
abzeichen in Gold

Das Jugendverkehrsabzeichen in Gold wurde vom Verein für besondere Leistungen im Interesse der Verkehrserziehung verliehen.

Träger sind:
- Rolf Zuckowski und seine Freunde (1993)
- Michael Schanze und das Jugendensemble des Friedrichstadtpalastes in Berlin (1995)
- Susanne Brandtner für ihre Elterninitiative (1997)
- Erik Zabel (2001)

## Programm Jugendverkehrsabzeichen in den Neuen Bundesländern
Seit 1990 hat die ADV e. V. ihr Verkehrserziehungsprogramm in den Neuen Bundesländern angeboten. Alle Schulen wurden informiert und die Lehrer in vielen Fortbildungsveranstaltungen mit dem Programm vertraut gemacht. Über 80 % der Grundschulen haben mit den Prüf- und Kontrollbogen gearbeitet. Die Volkswagenvertriebsbetreuungsgesellschaft mbH Chemnitz hat den Druck und den Vertrieb der Prüfbogen 1–4 für die Grundschulen der Neuen Bundesländer finanziert.

## Finanzierung der Prüf- und Kontrollbogen der ADV e. V.
Für Niedersachsen: Niedersächsischer Minister für Wirtschaft, Technologie und Verkehr

Für den außerschulischen Bereich: Bundesminister für Verkehr, Bau und Wohnungswesen

## Sponsoren
- Volkswagen AG Wolfsburg
- Volkswagen Vertriebsbetreuungsgesellschaft mbH Chemnitz
- Amtsgerichte und Staatsanwaltschaften durch Zuweisung von Geldauflagen.

Viele Amtsgerichte und Staatsanwaltschaften wiesen der ADV e. V. Geldauflagen zu. Die ADV informierte die Schulen der jeweiligen Bereiche und ließ sie für die zugewiesenen Beträge Medien oder Materialien für die Verkehrserziehung nach eigener Wahl aussuchen oder Aktionen planen und bezahlte die Rechnungen von den Geldauflagen.
Auf diese Weise zahlten die Verkehrssünder für die Verkehrserziehung und die Unfallprävention in den Schulen.
Die Geschäftsstelle der ADV mit Sitz in Ilsede-Oberg arbeitete sehr effektiv und verbrauchte nur 3–4 % des Etats für die Verwaltung (alle Mitglieder arbeiteten ehrenamtlich, der 1. Vorsitzende stellte die Büroräume für die Geschäftsstelle kostenlos zur Verfügung). 96 – 97 % des Etats wurden für Medien und Arbeitsmittel für die Verkehrserziehung in Schulen und außerschulischen Einrichtungen ausgegeben.

## Aktivitäten und Projekte
- 1971–2008 stellte die ADV e. V. zum Projekt Jugendverkehrsabzeichen 13 Prüf- und Kontrollbogen mit Begleitheften und Broschüren für die Lehrer zur Verfügung.
- 1989 wurde ein Video-Wettbewerb in Zusammenarbeit mit dem ADAC zur Förderung der Verkehrserziehung durchgeführt um die Schulwege vor Ort sicherer zu machen.
- 1983–2005 unterstützte die ADV e. V. die Aktion „Kind und Verkehr“ des Deutschen Verkehrssicherheitsrates, indem sie mit ihren westdeutschen, ostdeutschen und türkischen Moderatoren Elternveranstaltungen durchführte, auch in den Grenzdurchgangslagern Friedland und Bramsche.
- Fortbildungsveranstaltungen für Lehrer führten die Mitglieder der ADV e. V. auf Anfrage während des gesamten Vereinsbestehens durch, seit 1990 mit Schwerpunkt in den Neuen Bundesländern.
- Auch für Verkehrssicherheitsbeauftragte der Polizei wurden in Münster Fortbildungsveranstaltungen durchgeführt.
- Anträge zur Änderung der § 2 Abs. 5 StVO, § 21 Abs. 1a StVO sowie § 26 StVO.
- 1992 beteiligte sich die ADV e. V. an der Aktion Radfahrer-Schutzhelm.[11]
- Die ADV e. V. führte die Aktion „Blinki“ bundesweit und die Aktion „Glühwürmchen“ in Osnabrück mit eigenen Blinkis durch.
- 1992 brachte die ADV e. V. den Lineal-Reaktionstest heraus, der von von Kügelgen entwickelt worden ist.
- 1992 begleiteten die Mitglieder der ADV e. V. die Michael-Schanze-Tournee und informierten auf Ausstellungen und Verkehrsicherheitstagen über das Programm der ADV e. V.
- 2004 fand in Bozen ein Verkehrssymposium statt, auf dem die Umsetzungsmöglichkeiten des Jugendverkehrsabzeichens der ADV e. V. vorgestellt und diskutiert wurden.[12]
- 2005 verpflichtete sich die ADV e. V. zur Teilnahme an der Aktion „European Road Safety Charter“ der Europäischen Kommission.[13]
- 2008 gab es eine Förderaktion zum Anschub praxisorientierter Radfahrerausbildung in Grundschulen.
- Bis 2008 förderte die ADV e. V. die Verkehrserziehung durch die Finanzierung und Beschaffung von Medien und Materialien nach Wunsch der Schulen.

## Auszeichnungen für ADV-Mitglieder
1993 wurde das Bundesverdienstkreuz am Bande dem 1. Vorsitzenden und Geschäftsführer Günter Kortstock verliehen.
1997 wurde das Bundesverdienstkreuz am Bande dem 2. Vorsitzenden Horst Bockmann verliehen.
1997 erhielten die Verdienstmedaille des Verdienstordens der Bundesrepublik Deutschland Lilo op de Hipt und Othmar Altmann.
Günter Kortstock war seit der Gründung der ADV e. V. im Jahr 1971 bis zu seinem Tode im Jahr 2004
1. Vorsitzender und Geschäftsführer der ADV. Seinem großen ehrenamtlichen Engagement, seinem unermüdlichen Einsatz, seinem Ideenreichtum und seinem Durchhaltevermögen beim Erreichen seiner verkehrserzieherischen und humanitären Ziele verdankt die ADV e. V. zum großen Teil ihre Anerkennung und ihre Erfolge.

## Auflösung
Zum Jahresende 2008 wurde der Verein nach 37 Jahren aus personellen und finanziellen Gründen aufgelöst.